# 50 до н. е.

## Події
- Луцій Емілій Лепід Павло і Гай Клавдій Марцелл — консули Римської республіки.

## Народились
- Марк Антистій Лабеон — видатний давньоримський правник часів імператора Октавіана Августа.
- Сервілія Ісавріка — давньоримська матрона часів пізньої Римської республіки.

## Померли
- Квінт Гортензій Гортал — політичний діяч Римської республіки, один з найвидатніших давньоримських красномовців та адвокатів.
- Лю Сінь — китайський канонознавець, бібліограф, астроном і математик часів династії Хань.